# Mehdi Ben Dhifallah
Mehdi Ben Dhifallah (arabisch مهدي بن ضيف الله, DMG Mahdī b. Ḍaif Allāh; * 6. Mai 1983 in Kelibia) ist ein ehemaliger tunesischer Fußballspieler, welcher hauptsächlich auf der Position des Mittelstürmers eingesetzt wurde.

## Karriere

### Verein

#### Anfänge und Champions-League-Sieg
Seine Anfänge als Spieler bestritt er beim US Kelibia. In der Saison 2004/05 wurde er mit seinem Klub ES Zarzis tunesischer Pokalsieger. Im Alter von 24 Jahren wechselte er zur Saison 2007/08 fest zum ES Sahel. Mit diesen wurde er in dieser Saison auch CAF-Champions-League-Sieger, wobei er nur in Spielen der Vorrunde zum Einsatz kam und danach nicht mehr im Kader stand. Beim anschließenden CAF Super Cup stand er über die vollen 90. Minuten beim 2:1-Sieg über den CS Sfaxien auf dem Spielfeld. In der Klub-WM von diesem Jahr stieß die Mannschaft bis ins Halbfinale vor, unterlag dort jedoch Boca Juniors mit 0:1, hier wurde er in der 56. Minute, in welcher es bereits 0:1 stand, für Mohamed Sakho eingewechselt. Im anschließenden Spiel um Platz drei setzte es auch gegen die Urawa Reds eine 4:6 n. E. Niederlage. Beim Elfmeterschießen kam er jedoch nicht mehr zum Einsatz, da er in der 90. Minute für Bassem Ben Nasr ausgewechselt wurde.

#### Stationen im Ausland und Rückkehr nach Tunesien
Seine Zeit in seiner Heimat Tunesien sollte dann noch bis zum Ende des Jahres 2009 andauern, zum Jahreswechsel ging es für nach Libyen zum Al-Nasr Benghazi, für welchen er jedoch nur bis zum Ende der laufenden Saison auflaufen sollte. Die Saison 2010/11 bestritt er schließlich beim sudanesischen Klub Al Merreikh Omdurman. Zur Saison 2011/12 ging es dann nochmal ein gutes halbes Jahr zurück nach Tunesien, diesmal zu Stade Tunisien. Ab Februar 2012 lief er dann erstmals in Polen bei Widzew Łódź in der ersten Liga auf. Seine Zeit dort endete dann schließlich Ende März 2013. Daraufhin kehrte er nach Libyen zu Al-Nasr zurück.
Im März 2015 wechselte er schließlich nach Asien zum indonesischen Verein Bali United, dort spielte er jedoch nur bis zum Anfang Juli und wechselte schließlich wieder nach Tunesien zurück, erneut ging es für zu einem neuen Klub, dieses Mal war dies der CS Hammam-Lif. Dort sollte er schließlich auch die komplette Spielzeit 2015/16 verweilen. Anfang August 2016 ging es dann nach Jordanien zum Al-Ahli, wo er eine weitere Saison zum Einsatz kam. Zur Spielzeit 2017/18 ging dann erneut zurück nach Tunesien zum ES Hammam-Sousse. Wo er nach der Folgesaison seine Karriere beendete.

### Nationalmannschaft
Sein Debüt in der Nationalmannschaft gab er bei einer 1:2-Niederlage gegen Sambia am 6. Januar 2008, in welcher er in der 23. Minute für Issam Jemâa eingewechselt wurde. Im selben Jahr kam er noch u. a. in drei Spielen der WM-Qualifikation zum Einsatz als auch in der Gruppenphase des Afrika-Cups im selben Jahr.